# Igreja Nossa Senhora do Rosário e São Benedito (Florianópolis)
Igreja Nossa Senhora do Rosário e São Benedito ou ainda Igreja da Escadaria é uma igreja católica histórica localizada no centro de Florianópolis no estado de Santa Catarina.

## História
As igrejas devotadas a Nossa Senhora do Rosário e São Benedito geralmente indicam que no passado eram templos em que os negros frequentavam tendo em vista a segregação racial existente na época. Em Florianópolis não foi diferente, a igreja foi erguida pela Irmandade de Nossa Senhora do Rosário dos Homens Pretos que era composta por escravos, ex-escravos e alguns brancos humildes e foi fundada por volta de 1750. O prédio da igreja começou a ser construído em 1787 e concluído somente após 43 anos de obras em 1830, sua edificação foi feita por escravos.

## Arquitetura
Embora o barroco já estivesse quase em seu fim,[carece de fontes?] a igreja possui um estilo barroco, seu interior é simples e possui imagens e alfaias.

## Victor Meirelles
À partir de suas escadarias em 1847 Victor Meirelles pinta Uma Visão de Nossa Senhora do Desterro, um panorama de Desterro, atual Florianópolis, onde se observam casas, a paisagem local e também a Igreja São Francisco (Florianópolis) e a atual Catedral Metropolitana de Florianópolis, esta obra se encontra no Museu Victor Meirelles na capital catarinense.